# Penisola di Tugur
La penisola di Tugur (in russo Тугурский полуостров) si trova sulla costa occidentale del mare di Ochotsk, in Russia. Appartiene al Tuguro-Čumikanskij rajon, nel Territorio di Chabarovsk (Circondario federale dell'Estremo Oriente).

## Geografia
La penisola divide il golfo del Tugur, a ovest, dai golfi di Ul'ban (залив Ульбанский) e Akademii, a est. È composta da due parti, lunghe circa 100 km, separate da uno stretto istmo, che racchiudono a loro volta il golfo di Costantino (залив Константина). L'estremo punto settentrionale è capo Lindgol'm (мыс Линдгольма), detto anche Seneca (Сенека), che si affaccia sullo stretto di Lindgol'm il quale separa la penisola dalle isole Beličij e Malyj Šantar, del gruppo delle isole Šantar. Il punto più orientale è capo Ukurunru (мыс Укурунру). Il rilievo della penisola è prevalentemente montuoso. Il punto più alto è il monte Talim (931 m). Il golfo di Ul'ban separa la penisola di Tugur dalla penisola di Tochareu. 
A ovest della penisola, alla foce del fiume Tugur, si trova l'omonimo villaggio (Тугур). 